# La Méaugon
La Méaugon [la meogɔ̃] est une commune française située près de Saint-Brieuc dans le département des Côtes-d'Armor en région Bretagne.

## Géographie
La commune se situe près de la rivière du Gouët.

### Communes limitrophes
| Plerneuf    | Trémuson     | Saint-Brieuc |
| Plouvara    | La Méaugon   | Ploufragan   |
| Saint-Donan | Saint-Julien | Ploufragan   |

### Hydrographie
Pour un article plus général, voir Réseau hydrographique des Côtes-d'Armor.
La commune est située dans le bassin Loire-Bretagne. Elle est drainée par le Gouët, la Salle, le Gourgou, le Merlet et le ruisseau de Gourgou,,.
Le Gouët, d'une longueur de 47 km, prend sa source dans la commune du Haut-Corlay et se jette  dans la baie de Saint-Brieuc en limite de Plérin et de Saint-Brieuc, après avoir traversé 16 communes. Les caractéristiques hydrologiques du Gouët sont données par la station hydrologique située sur la commune de Ploufragan. Le débit moyen mensuel est de 2,06 m3/s. Le débit moyen journalier maximum est de 29,2 m3/s, atteint lors de la crue du 7 février 2014. Le débit instantané maximal est quant à lui de 36,3 m3/s, atteint le même jour.
Un plan d'eau complète le réseau hydrographique : le barrage de St Barthélémy, d'une superficie totale de 78,9 ha (19,58 ha sur la commune),.

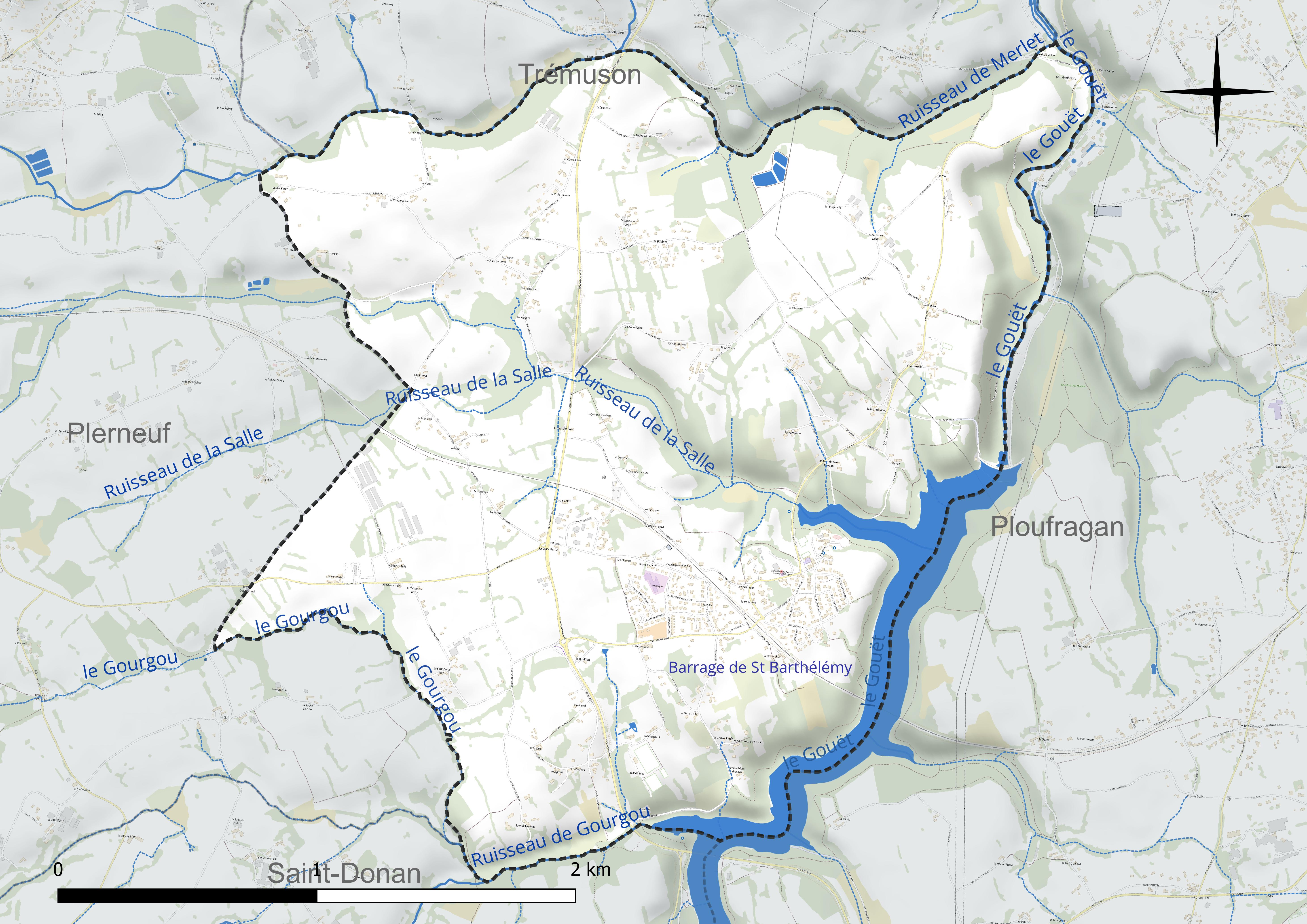
Réseau hydrographique de la Méaugon.

### Climat
Pour des articles plus généraux, voir Climat de la Bretagne et Climat des Côtes-d'Armor.
En 2010, le climat de la commune est de type climat océanique franc, selon une étude du CNRS s'appuyant sur une série de données couvrant la période 1971-2000. En 2020, Météo-France publie une typologie des climats de la France métropolitaine dans laquelle la commune est exposée à un climat océanique et est dans la région climatique Finistère nord, caractérisée par une pluviométrie élevée, des températures douces en hiver (6 °C), fraîches en été et des vents forts. Parallèlement l'observatoire de l'environnement en Bretagne publie en 2020 un zonage climatique de la région Bretagne, s'appuyant sur des données de Météo-France de 2009. La commune est, selon ce zonage, dans la zone « Intérieur », exposée à un climat médian, à dominante océanique.
Pour la période 1971-2000, la température annuelle moyenne est de 11,2 °C, avec  une amplitude thermique annuelle de 10,7 °C. Le cumul annuel moyen de précipitations est de 802 mm, avec 13 jours de précipitations en janvier et 6,6 jours en juillet. Pour la période 1991-2020, la température moyenne annuelle observée sur la station météorologique la plus proche, située sur la commune de Trémuson à 3 km à vol d'oiseau, est de 11,4 °C et le cumul annuel moyen de précipitations est de 757,3 mm,. Pour l'avenir, les paramètres climatiques de la commune estimés pour 2050 selon différents scénarios d’émission de gaz à effet de serre sont consultables sur un site dédié publié par Météo-France en novembre 2022.

### Voies de communication et transports
La Méaugon est relié au reste de l'agglomération du lundi au samedi grâce à la ligne 80 des Transports urbains briochins (TUB).
Elle possède une gare SNCF qui est une halte TER entre Saint-Brieuc et Guingamp.

## Urbanisme

### Typologie
Au 1er janvier 2024, La Méaugon est catégorisée commune rurale à habitat dispersé, selon la nouvelle grille communale de densité à 7 niveaux définie par l'Insee en 2022.
Elle appartient à l'unité urbaine de Saint-Brieuc, une agglomération intra-départementale dont elle est une commune de la banlieue,. Par ailleurs la commune fait partie de l'aire d'attraction de Saint-Brieuc, dont elle est une commune de la couronne,. Cette aire, qui regroupe 51 communes, est catégorisée dans les aires de 200 000 à moins de 700 000 habitants,.

### Occupation des sols
L'occupation des sols de la commune, telle qu'elle ressort de la base de données européenne d’occupation biophysique des sols Corine Land Cover (CLC), est marquée par l'importance des territoires agricoles (80,7 % en 2018), en diminution par rapport à 1990 (82,8 %). La répartition détaillée en 2018 est la suivante : 
zones agricoles hétérogènes (65,8 %), terres arables (14,9 %), forêts (11,1 %), zones urbanisées (5,9 %), eaux continentales (2,2 %). L'évolution de l’occupation des sols de la commune et de ses infrastructures peut être observée sur les différentes représentations cartographiques du territoire : la carte de Cassini (XVIIIe siècle), la carte d'état-major (1820-1866) et les cartes ou photos aériennes de l'IGN pour la période actuelle (1950 à aujourd'hui).

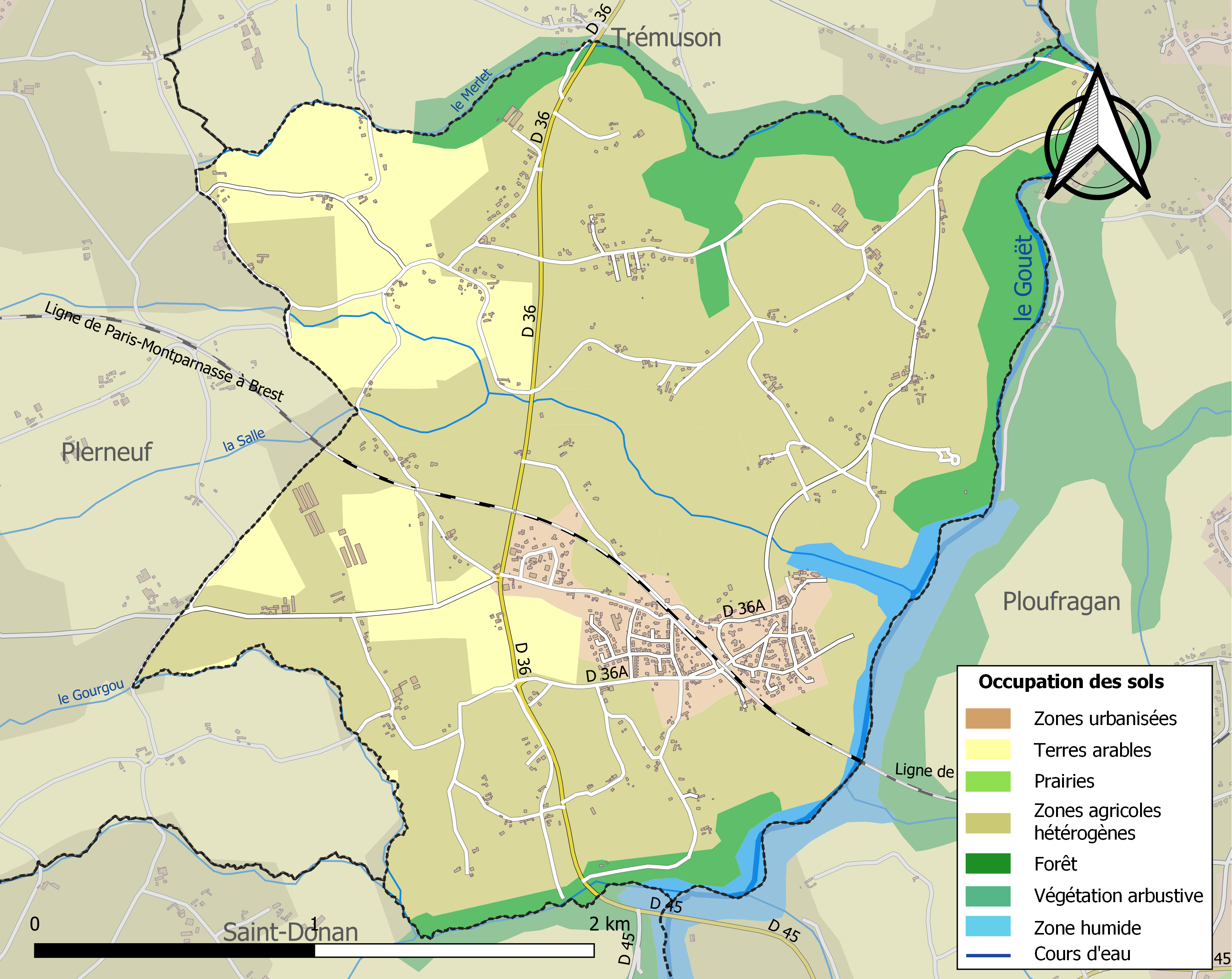
Carte des infrastructures et de l'occupation des sols de la commune en 2018 (CLC).

### Morphologie urbaine
La ville regroupe au centre la majeure partie de la population. Plusieurs hameaux sont dispersés dans la campagne.

## Toponymie
Le nom de la localité est attesté sous la forme Lameaugon au XVe siècle.
Le nom de la commune provient de la francisation du mot breton lann qui signifie « ermitage » et de saint Méaugon, plus connu en Bretagne occidentale sous le nom de saint Maeoc, qui procéda à l'évangélisation des habitants au Ve siècle.
Le nom breton de la commune est Lanveogon. « Le nom français [La Méaugon] provient d'une fausse coupe», comprendre : une mécoupe, une mauvaise coupure de la forme bretonne du nom.
Le nom en gallo se prononce [lamjaʊ̆gɔ̃] et est attesté sous la forme écrite La Miaogon depuis 2018.

## Histoire

### Le Moyen Âge
Des traces d'une motte féodale existent au Châtel[réf. nécessaire].
L'essentiel de la paroisse, qui faisait partie de l'évêché de Saint-Brieuc, a longtemps dépendu de la seigneurie de Chemillé Kermartin au moins depuis 1566, une autre partie dépendant des ducs de Rohan qui étaient seigneurs de la paroisse avant la Révolution française. La Méaugon dépendait également du comté du Goëlo[réf. nécessaire].
La paroisse toutefois n'a été créée qu'au XVe siècle par démembrement tardif de la paroisse de l'Armorique primitive de Plerneuf.

### Le XXe siècle

#### Les guerres du XXe siècle
Le monument aux Morts porte les noms de 31 soldats morts pour la Patrie :
- 25 sont morts durant la Première Guerre mondiale.
- 4 sont morts durant la Seconde Guerre mondiale.
- 2 sont morts durant la Guerre d'Indochine.

### L'Époque contemporaine
Des carrières de granite ont été exploitées au XVIIIe siècle et au XIXe siècle dans la vallée du Gouët[réf. nécessaire].
Le pardon de saint Blaise attirait alors des  milliers de pèlerins, mais le remplacement de la statue ancienne du saint, jugée vétuste, par une nouvelle au début du XXe siècle provoqua une désaffection des fidèles, qui préférèrent aller prier la statue ancienne, donnée au recteur de Plélo et depuis exposée dans la chapelle Saint-Gouesnou dans cette paroisse.
En 1978 est construit le barrage de Saint-Barthélémy.

### Liste des maires

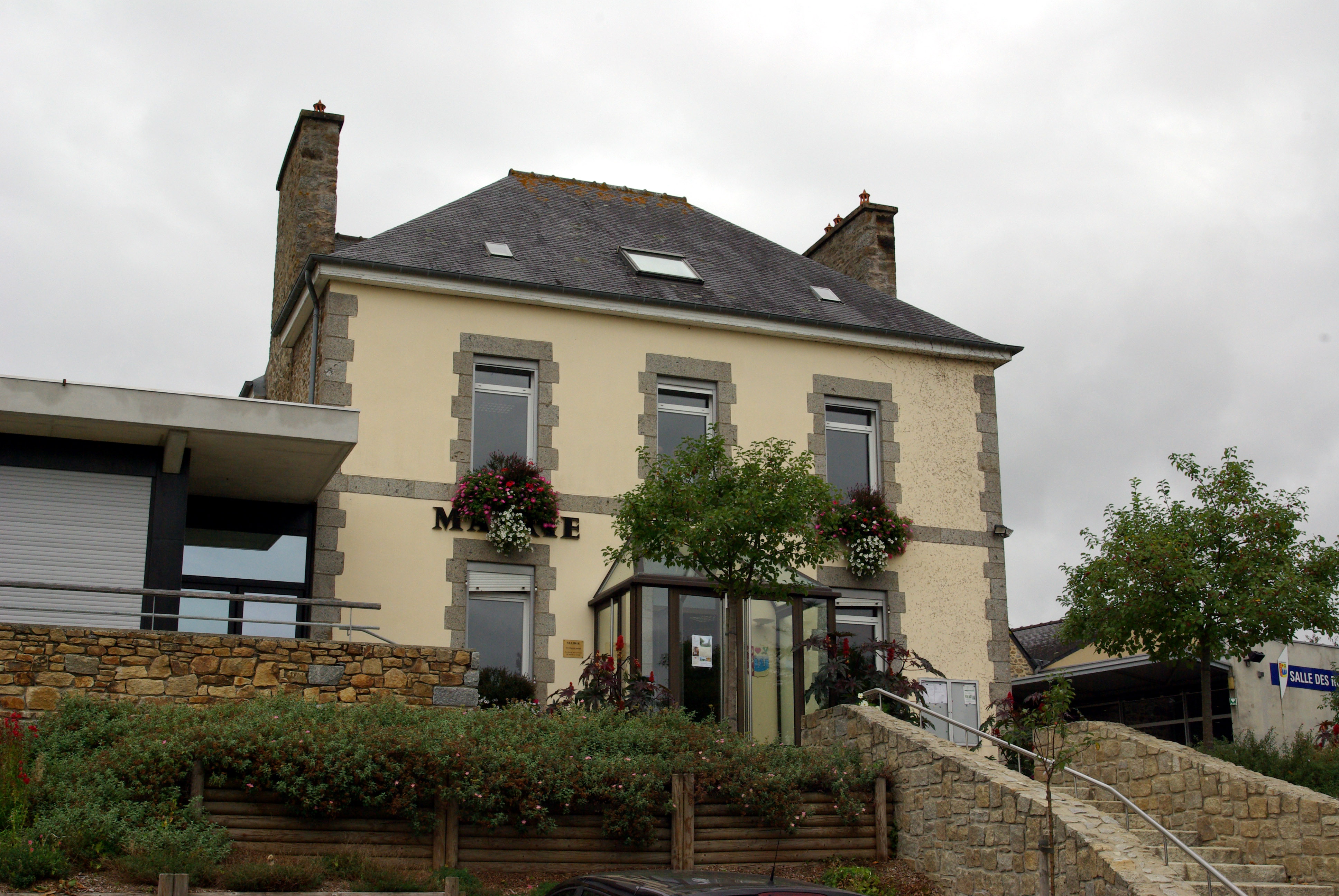
La mairie.

## Politique et administration

### Finances locales
Cette sous-section présente la situation des finances communales de La Méaugon.
Pour l'exercice 2013, le compte administratif du budget municipal de La Méaugon s'établit à  1 383 000 € en dépenses et 1 837 000 € en recettes :
En 2013, la section de fonctionnement se répartit en 870 000 €  de charges (649 € par habitant) pour 976 000 € de produits (728 € par habitant), soit un solde de 106 000 € (79 € par habitant), :
- le principal pôle de dépenses de fonctionnement est celui des charges de personnels[Note 7] pour  425 000 € (49 %), soit 317 € par habitant, ratio supérieur de 28 % à la valeur moyenne pour les communes de la même strate (248 € par habitant). En partant de 2009 et jusqu'à 2013, ce ratio fluctue et présente un minimum de 278 € par habitant en 2011 et un maximum de 317 € par habitant en 2013 ;
- la plus grande part des recettes est constituée des impôts locaux[Note 8] pour une somme de 363 000 € (37 %), soit 270 € par habitant, ratio voisin de la valeur moyenne de la strate. Sur les 5 dernières années, ce ratio augmente de façon continue de 235 € à 270 € par habitant.

Les taux des taxes ci-dessous sont votés par la municipalité de La Méaugon. Ils ont varié de la façon suivante par rapport à 2012 :
- la taxe d'habitation quasiment égale 20,70 % ;
- la taxe foncière sur le bâti quasiment sans variation 23,75 % ;
- celle sur le non bâti constante 118,67 %.

La section investissement se répartit en emplois et ressources. Pour 2013, les emplois comprennent par ordre d'importance :
- des dépenses d'équipement[Note 10] pour une somme de 443 000 € (86 %), soit 331 € par habitant, ratio voisin de la valeur moyenne de la strate. Depuis 5 ans, ce ratio fluctue et présente un minimum de 217 € par habitant en 2009 et un maximum de 501 € par habitant en 2011 ;
- des remboursements d'emprunts[Note 11] pour une valeur de 70 000 € (14 %), soit 52 € par habitant, ratio inférieur de 16 % à la valeur moyenne pour les communes de la même strate (62 € par habitant).

Les ressources en investissement de La Méaugon se répartissent principalement en :
- nouvelles dettes pour une valeur de 250 000 € (29 %), soit 186 € par habitant, ratio supérieur de 162 % à la valeur moyenne pour les communes de la même strate (71 € par habitant). Sur la période 2009 - 2013, ce ratio fluctue et présente un minimum de 0 € par habitant en 2012 et un maximum de 301 € par habitant en 2011 ;
- subventions reçues pour  235 000 € (27 %), soit 175 € par habitant, ratio supérieur de 116 % à la valeur moyenne pour les communes de la même strate (81 € par habitant).

L'endettement de La Méaugon au 31 décembre 2013 peut s'évaluer à partir de trois critères : l'encours de la dette, l'annuité de la dette et sa capacité de désendettement :
- l'encours de la dette pour une valeur de 1 037 000 €, soit 773 € par habitant, ratio supérieur de 29 % à la valeur moyenne pour les communes de la même strate (601 € par habitant). Pour la période allant de 2009 à 2013, ce ratio fluctue et présente un minimum de 429 € par habitant en 2010 et un maximum de 773 € par habitant en 2013[A2 5] ;
- l'annuité de la dette pour un montant de 110 000 €, soit 82 € par habitant, ratio voisin de la valeur moyenne de la strate. Sur les 5 dernières années, ce ratio fluctue et présente un minimum de 55 € par habitant en 2011 et un maximum de 82 € par habitant en 2013[A2 5] ;
- la capacité d'autofinancement (CAF) pour une somme de 111 000 €, soit 83 € par habitant, ratio inférieur de 47 % à la valeur moyenne pour les communes de la même strate (156 € par habitant). En partant de 2009 et jusqu'à 2013, ce ratio fluctue et présente un minimum de −21 € par habitant en 2011 et un maximum de 117 € par habitant en 2009[A2 6]. La capacité de désendettement est d'environ 9 années en 2013. Sur une période de 14 années, ce ratio présente un minimum d'environ un an en 2007 et un maximum très élevé, de plus de 50 années en 2011.

## Démographie
Les habitants de la commune sont appelés les Méaugonnais.
L'évolution du nombre d'habitants est connue à travers les recensements de la population effectués dans la commune depuis 1793. Pour les communes de moins de 10 000 habitants, une enquête de recensement portant sur toute la population est réalisée tous les cinq ans, les populations de référence des années intermédiaires étant quant à elles estimées par interpolation ou extrapolation. Pour la commune, le premier recensement exhaustif entrant dans le cadre du nouveau dispositif a été réalisé en 2008.

En 2022, la commune comptait 1 326 habitants, en évolution de +3,11 % par rapport à 2016 (Côtes-d'Armor : +1,78 %, France hors Mayotte : +2,11 %).
| 1793 | 1800 | 1806 | 1821 | 1831  | 1836  | 1841 | 1846  | 1851 |
| ---- | ---- | ---- | ---- | ----- | ----- | ---- | ----- | ---- |
| 840  | 781  | 846  | 964  | 1 001 | 1 014 | 919  | 1 044 | 930  |

| 1856 | 1861 | 1866 | 1872 | 1876 | 1881 | 1886 | 1891 | 1896 |
| ---- | ---- | ---- | ---- | ---- | ---- | ---- | ---- | ---- |
| 950  | 968  | 969  | 865  | 827  | 757  | 712  | 725  | 734  |

| 1901 | 1906 | 1911 | 1921 | 1926 | 1931 | 1936 | 1946 | 1954 |
| ---- | ---- | ---- | ---- | ---- | ---- | ---- | ---- | ---- |
| 678  | 634  | 576  | 540  | 556  | 585  | 518  | 515  | 570  |

| 1962 | 1968 | 1975 | 1982 | 1990 | 1999  | 2006  | 2008  | 2013  |
| ---- | ---- | ---- | ---- | ---- | ----- | ----- | ----- | ----- |
| 553  | 550  | 572  | 785  | 993  | 1 122 | 1 256 | 1 295 | 1 292 |

| 2018  | 2022  | - | - | - | - | - | - | - |
| ----- | ----- | - | - | - | - | - | - | - |
| 1 299 | 1 326 | - | - | - | - | - | - | - |

## Économie

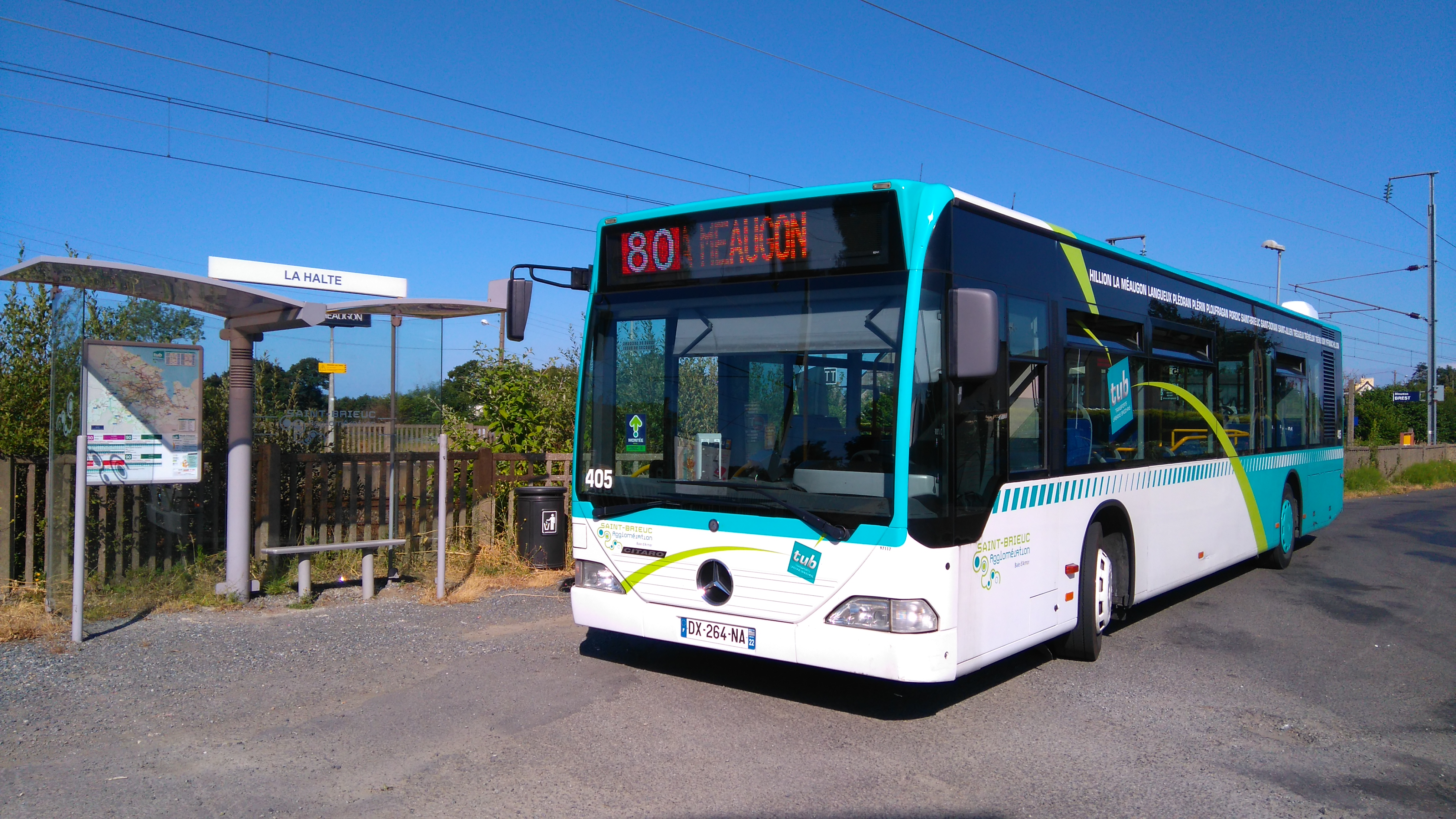
Bus Mercedes-Benz Citaro

## Culture locale et patrimoine

### Lieux et monuments

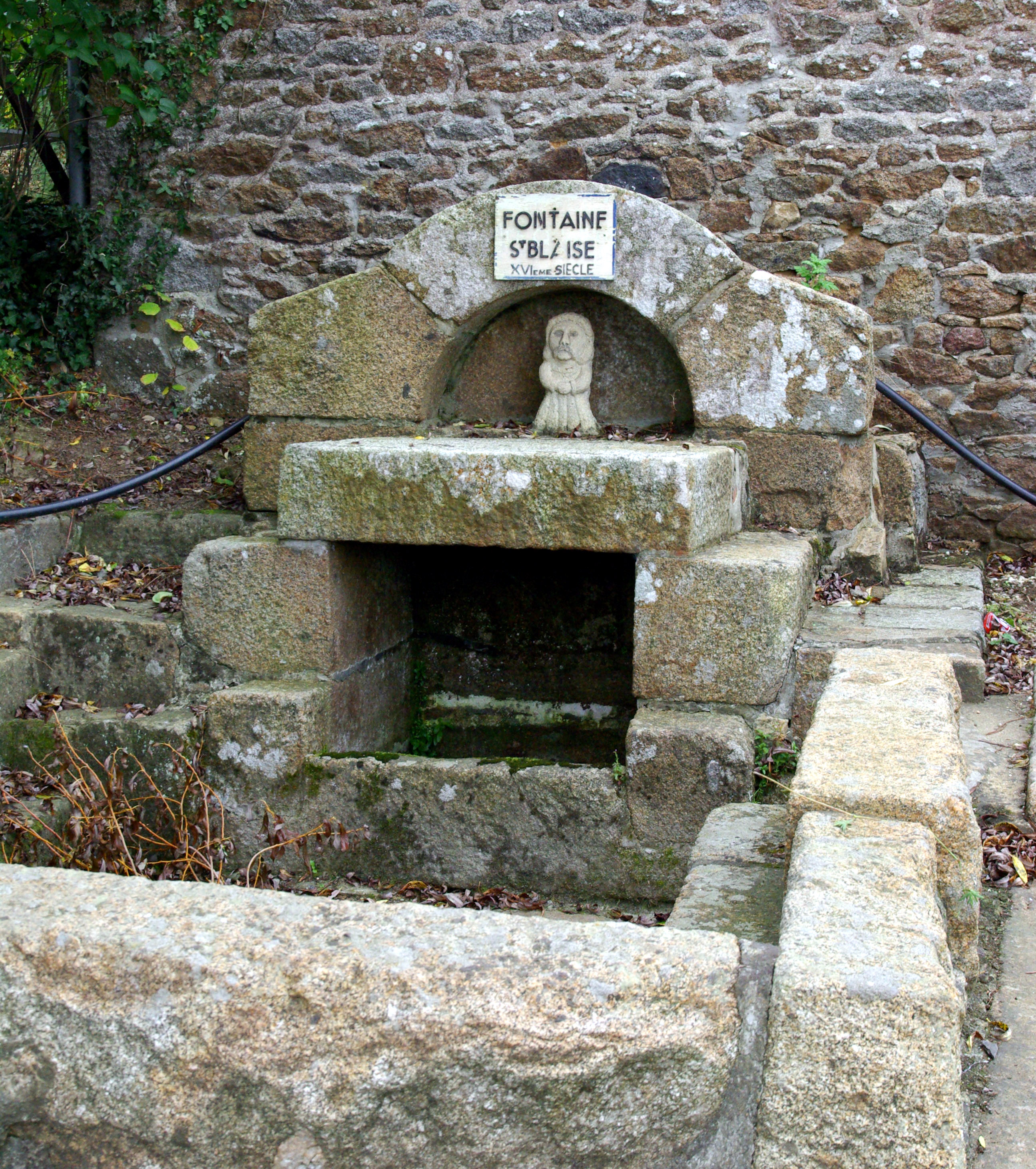
Fontaine Saint-Blaise

- L'église paroissiale Saint-Méaugon : date des XVIe siècle (la chapelle Saint-Blaise) et XVIIIe siècle, fut restaurée en 1850 après avoir été endommagée par la foudre ; son clocher date de 1703, mais fut restauré en 1755[26].
- La fontaine Saint-Blaise : sur le parking de l’église, date du XVIIe siècle.
- La fontaine des Vergers : de Saint-Nicolas ou du Vau-Briend, XVIIe siècle.
- L’ancien presbytère : XVIIe siècle.
- Le manoir de la Garenne : XVIIe siècle.
- Les croix du bourg et de l’ancien cimetière : XVIIe siècle.
- Le Viaduc de La Méaugon : sur la retenue d'eau créée par le barrage de Saint-Barthélémy.

L'église de la Méaugon au clocher recouvert d'ardoises date, en partie du XVIe siècle comme la fontaine Saint-Blaise faisant face au blason de la commune. Les croyances populaires accordent beaucoup de vertus à cette fontaine puisque "Saint-Blaise tout mal apaise". Abondamment fleurie, cette place est un lieu idéal de pique-nique. En plus de la fontaine, nous y trouvons le blason de la commune réalisé avec des fleurs et une commémoration de l'appel du 18 Juin.

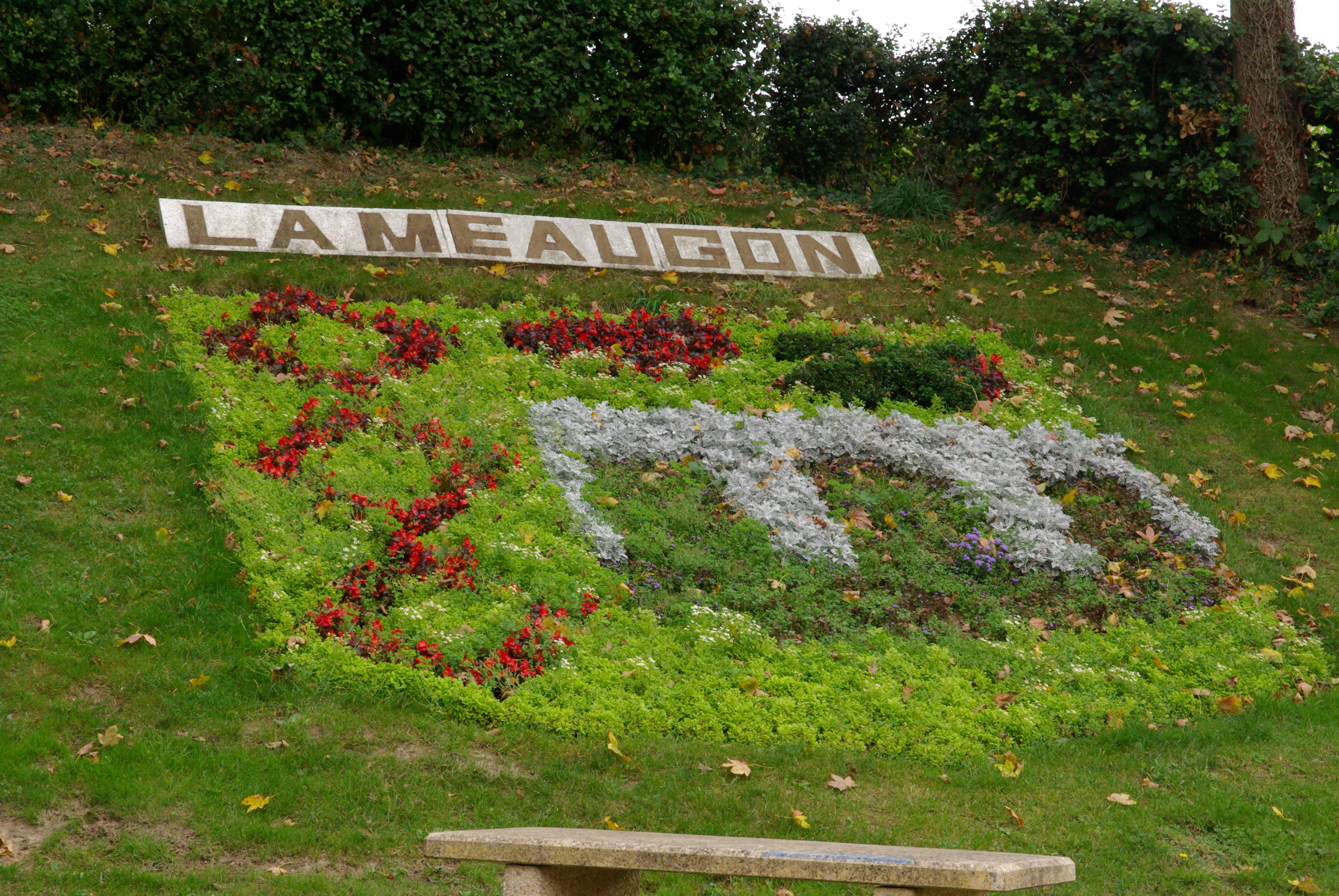
Blason
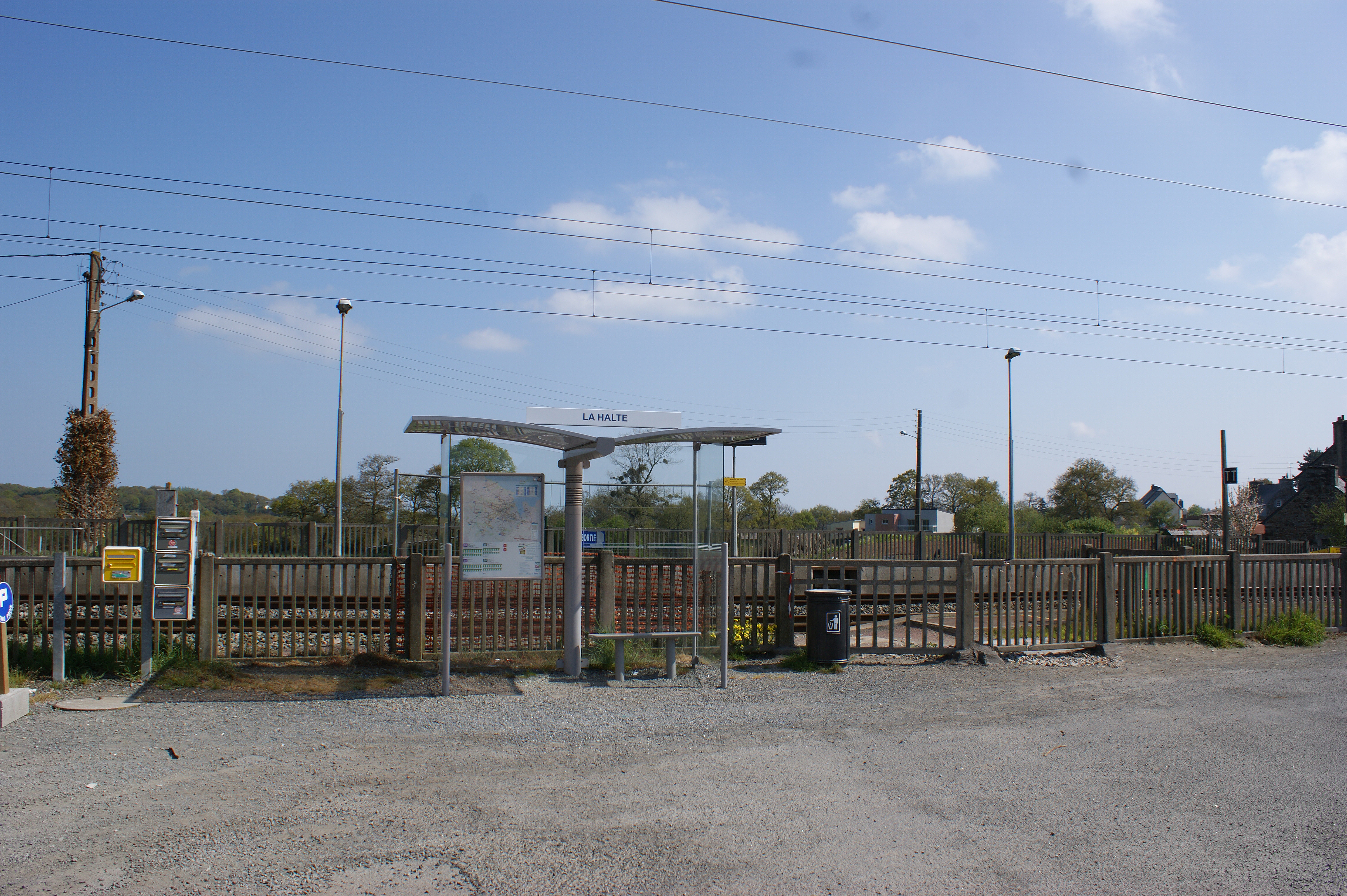
Halte
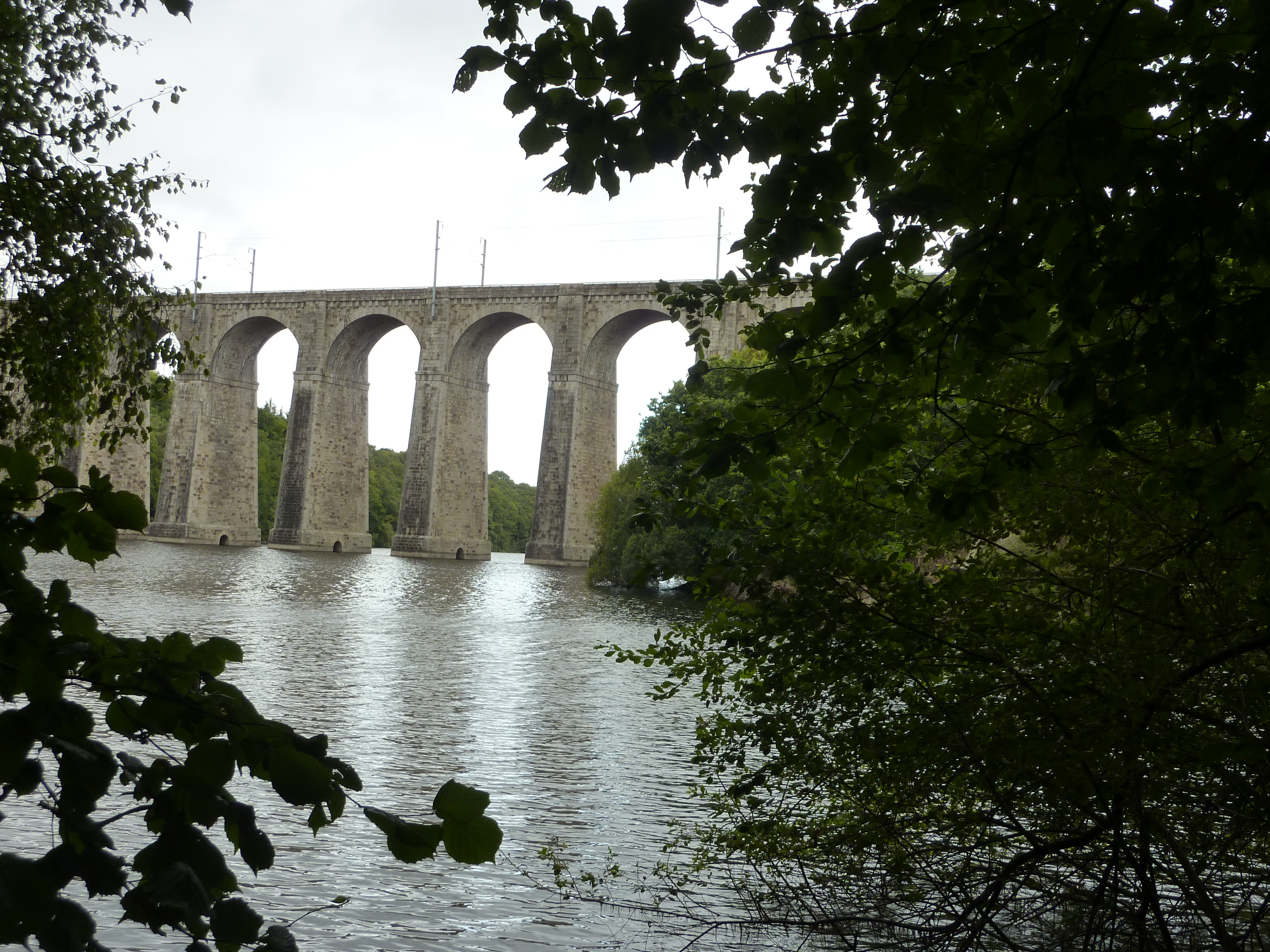
Viaduc
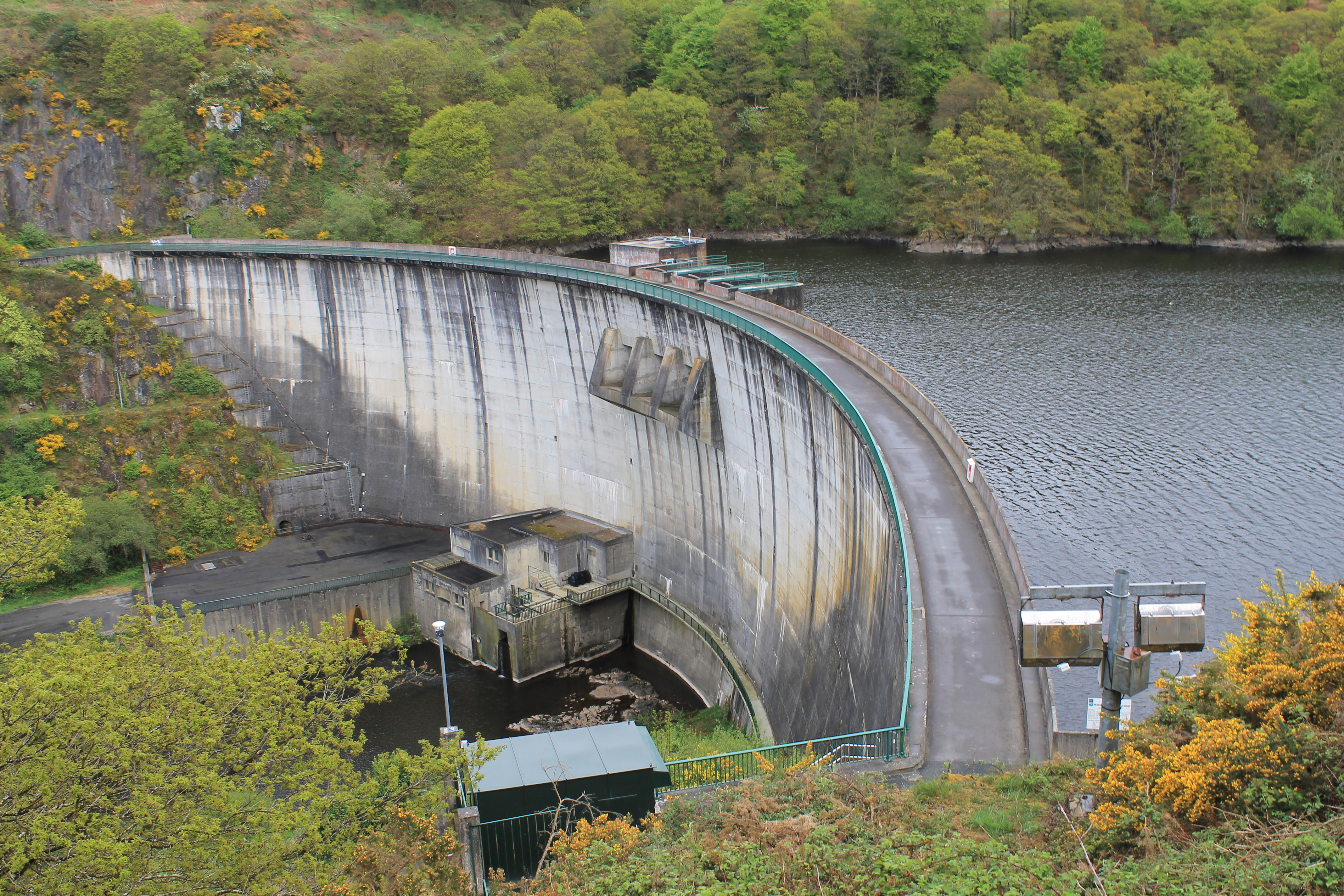
Barrage de Saint-Barthélémy
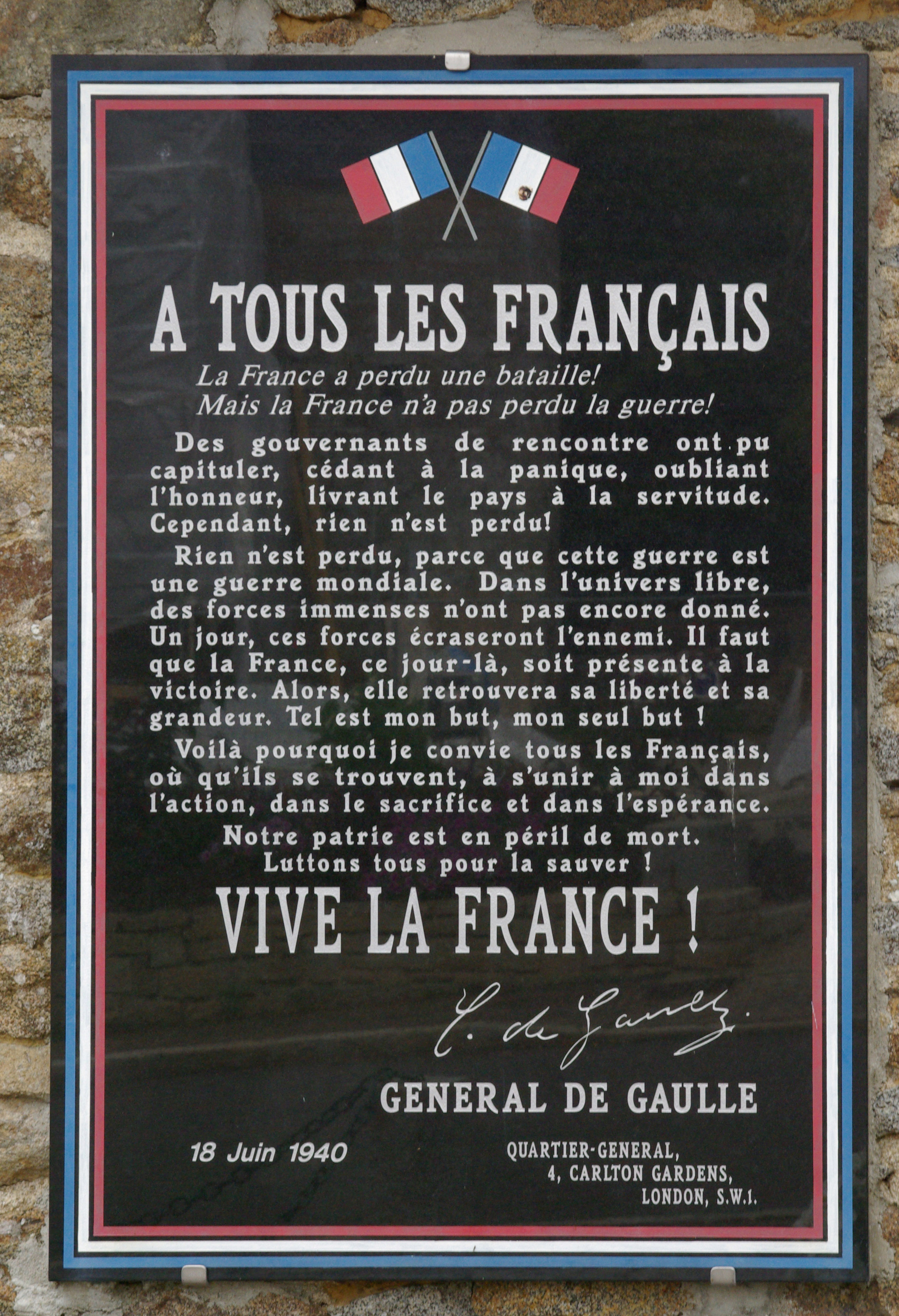
Appel du 18 juin 1940

### Héraldique
| Blason | Blasonnement : D’azur au pont droit de trois arches et deux piles d’argent mouvant des flancs, sommé d’un chef d’or chargé d’un cœur de gueules senestré d’une branche de houx feuillée de trois pièces de sinople et fruitée de gueules, le dit pont soutenu d’une champagne aussi d’or ployée abaissée à dextre et haussé à senestre, le tout flanqué en pal à dextre de gueules aux trois mâcles d’or l’une sur l’autre. |